# Alfons Weinzierl
Alfons Weinzierl (* 13. Februar 1932 in Ingolstadt; † 28. Februar 2005 ebenda) war ein deutscher Politiker der CSU und bayerischer Landtagsabgeordneter.

## Leben
Weinzierl war von Beruf Diplom-Ingenieur. Am 19. Dezember 1969 rückte er für den ausgeschiedenen Valentin Dasch in den Bayerischen Landtag nach und gehörte diesem bis zum Ende der Wahlperiode 1970 an.
Alfons Weilzierl ist der Sohn von Paul Weinzierl und Bruder von Hubert und Wolfgang.
Er war Mitglied der Mitglied der katholischen Studentenverbindung KDStV Tuiskonia München im CV.